# Funktionalanalyse
Die Funktionalanalyse ist eine von Carl Gustav Hempel eingeführte und später von Wolfgang Stegmüller ausgebaute Analyse funktioneller (teleologischer) Erklärungen in Bezug auf ihre Rückführbarkeit auf kausale wissenschaftliche Erklärungsweisen im Rahmen des so genannten Hempel-Oppenheim-Schemas. Bedeutung hat dies zum Beispiel für die Biologie.